# طاق طویله
محوطه تاق طویله (کاخ اتابکان) مربوط به دوره ایلخانی - دوره تیموریان است و در ایذه، خیابان محمد رسول‌الله واقع شده و این اثر در تاریخ ۱۳ مهر ۱۳۷۷ با شمارهٔ ثبت ۲۱۴۰ به‌عنوان یکی از آثار ملی ایران به ثبت رسیده است. تمام